# Mètrica de Gödel
La mètrica de Gödel, també coneguda com a solució de Gödel o univers de Gödel, és una solució exacta, trobada el 1949 per Kurt Gödel, de les equacions de camp d'Einstein en què el tensor d'estrès-energia conté dos termes: el primer que representa la densitat de matèria d'una distribució homogènia de partícules de pols en remolí (vegeu solució de pols), i el segon associat a una constant cosmològica negativa (vegeu solució de lambdabuit).
Aquesta solució té moltes propietats inusuals, en particular, l'existència de corbes tancades semblants al temps que permetrien viatjar en el temps en un univers descrit per la solució. La seva definició és una mica artificial, ja que el valor de la constant cosmològica s'ha de triar acuradament per correspondre a la densitat dels grans de pols, però aquest espai-temps és un exemple pedagògic important.

## Definició
Com qualsevol altre espai-temps lorentzian, la solució de Gödel representa el tensor mètric en termes d'un diagrama de coordenades locals. Pot ser més fàcil entendre l'univers de Gödel utilitzant el sistema de coordenades cilíndriques (vegeu més avall), però aquest article utilitza el gràfic utilitzat originalment per Gödel. En aquest gràfic, la mètrica (o, equivalentment, l'element de línia) és
{\displaystyle g={\frac {1}{2\omega ^{2}}}\left[-(dt+e^{x}\,dy)^{2}+dx^{2}+{\tfrac {1}{2}}e^{2x}\,dy^{2}+dz^{2}\right],\qquad -\infty <t,x,y,z<\infty ,}
on {\displaystyle \omega } és una constant real diferent de zero que dóna la velocitat angular dels grans de pols circumdants al voltant de l'eix y, mesurada per un observador "no giratori" que cavalca sobre un dels grans de pols. "Sense gir" significa que l'observador no sent forces centrífugues, però en aquest sistema de coordenades giraria al voltant d'un eix paral·lel a l'eix y. En aquest marc de referència giratori, els grans de pols romanen a valors constants de x, y i z. La seva densitat en aquest diagrama de coordenades augmenta amb x, però la seva densitat en els seus propis marcs de referència és la mateixa a tot arreu.

## Propietats
Per investigar les propietats de la solució de Gödel, es pot assumir el camp de marcs (dual al co-marc llegit de la mètrica tal com s'ha donat anteriorment),
{\displaystyle {\vec {e}}_{0}={\sqrt {2}}\omega \,\partial _{t}}
{\displaystyle {\vec {e}}_{1}={\sqrt {2}}\omega \,\partial _{x}}
{\displaystyle {\vec {e}}_{2}={\sqrt {2}}\omega \,\partial _{y}}
{\displaystyle {\vec {e}}_{3}=2\omega \,\left(\exp(-x)\,\partial _{z}-\partial _{t}\right).}
Aquest marc defineix una família d'observadors inercials que "es mouen conjuntament amb els grans de pols". El càlcul de les derivades de Fermi-Walker respecte a {\displaystyle {\vec {e}}_{0}} mostra que els marcs espacials estan girant al voltant {\displaystyle {\vec {e}}_{2}} amb la velocitat angular {\displaystyle -\omega }. D'això es dedueix que el "marc inercial no giratori" que es mou amb les partícules de pols és
{\displaystyle {\vec {f}}_{0}={\vec {e}}_{0}}
{\displaystyle {\vec {f}}_{1}=\cos(\omega t)\,{\vec {e}}_{1}-\sin(\omega t)\,{\vec {e}}_{3}}
{\displaystyle {\vec {f}}_{2}={\vec {e}}_{2}}
{\displaystyle {\vec {f}}_{3}=\sin(\omega t)\,{\vec {e}}_{1}+\cos(\omega t)\,{\vec {e}}_{3}.}

### Tensor d'Einstein
Els components del tensor d'Einstein (respecte a qualsevol dels dos marcs de referència anteriors) són
{\displaystyle G^{{\hat {a}}{\hat {b}}}=\omega ^{2}\operatorname {diag} (-1,1,1,1)+2\omega ^{2}\operatorname {diag} (1,0,0,0).}
Aquí, el primer terme és característic d'una solució lambdavacuum i el segon terme és característic d'una solució de fluid o pols perfecta sense pressió. La constant cosmològica s'escull acuradament per cancel·lar parcialment la densitat de matèria de la pols.

### Topologia
L'espai-temps de Gödel és un exemple rar d'una solució regular (lliure de singularitats) de les equacions de camp d'Einstein. La carta original de Gödel és geodèsicament completa i lliure de singularitats. Per tant, és un mapa global, i l'espai-temps és homeomorf a R4, i per tant, simplement connectat.

### Invariants de curvatura
En qualsevol espai-temps lorentzian, el tensor de Riemann de quart rang és un operador multilineal a l'espai tetradimensional de vectors tangents (en algun esdeveniment), però un operador lineal a l'espai sidimensional de bivectors en aquest esdeveniment. En conseqüència, té un polinomi característic, les arrels del qual són els valors propis. En l'espai-temps de Gödelià, aquests valors propis són molt simples:
- valor propi triple zero,
- doble valor propi {\displaystyle -\omega ^{2}} ,
- valor propi únic {\displaystyle \omega ^{2}}.

## Un gràfic cilíndric
En aquesta secció, introduïm un altre diagrama de coordenades per a la solució de Gödel, en què algunes de les característiques esmentades anteriorment són més fàcils de veure.

### Derivació
Gödel no va explicar com va trobar la seva solució, però de fet hi ha moltes derivacions possibles. En farem un esbós aquí i, alhora, verificarem algunes de les afirmacions fetes anteriorment.
Comenceu amb un marc simple en un gràfic de tipus cilíndric, amb dues funcions indeterminades de la coordenada radial:
{\displaystyle {\vec {e}}_{0}=\partial _{t},\;{\vec {e}}_{1}=\partial _{z},\;{\vec {e}}_{2}=\partial _{r},\,{\vec {e}}_{3}={\frac {1}{b(r)}}\,\left(-a(r)\,\partial _{t}+\partial _{\varphi }\right)}
Aquí, pensem en el camp vectorial unitari de tipus temps {\displaystyle {\vec {e}}_{0}} com a tangent a les línies d'univers de les partícules de pols, i les seves línies d'univers en general mostraran vorticitat diferent de zero però expansió i cisallament nul·les. Demanem que el tensor d'Einstein coincideixi amb un terme de pols més un terme d'energia del buit. Això equival a exigir que coincideixi amb un fluid perfecte; és a dir, requerim que els components del tensor d'Einstein, calculats respecte al nostre sistema de referència, prenguin la forma
{\displaystyle G^{{\hat {i}}{\hat {j}}}=\mu \operatorname {diag} (1,0,0,0)+p\operatorname {diag} (0,1,1,1)}

### Aspecte dels cons de llum

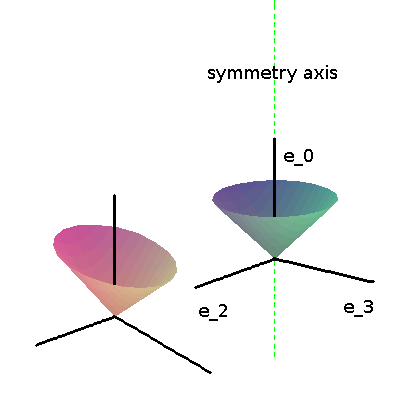
Dos cons de llum (amb els seus vectors de marc adjunts) al gràfic cilíndric de la solució de pols lambda de Gödel. A mesura que ens allunyem cap a l'eix de simetria nominal, els cons s'inclinen cap endavant i s'eixamplen. Les línies de coordenades verticals (que representen les línies d'univers de les partícules de pols) són semblants al temps.

A partir del tensor mètric trobem que el camp vectorial {\displaystyle \partial _{\varphi }}, que és semblant a l'espai per a radis petits, esdevé nul a {\displaystyle r=r_{c}} on
{\displaystyle r_{c}={\frac {\operatorname {arccosh} (3)}{{\sqrt {2}}\omega }}}
Això és degut al fet que en aquest radi trobem que {\displaystyle {\vec {e}}_{3}={\tfrac {\omega }{2}}\,\partial _{\varphi }-\partial _{t},} així {\displaystyle {\tfrac {\omega }{2}}\,\partial _{\varphi }={\vec {e}}_{3}+{\vec {e}}_{0}} i per tant és nul·la. El cercle {\displaystyle r=r_{c}} en una t donada és una corba nul·la tancada, però no una geodèsica nul·la.
Examinant el marc de referència superior, podem veure que la coordenada {\displaystyle z} no és essencial; el nostre espai-temps és el producte directe d'un factor R amb una varietat tridimensional de signatura −++. Suprimint {\displaystyle z} Per centrar la nostra atenció en aquesta varietat tridimensional, examinem com canvia l'aspecte dels cons de llum a mesura que ens allunyem de l'eix de simetria. {\displaystyle r=0}:
Quan arribem al radi crític, els cons esdevenen tangents a la corba nul·la tancada.

### Una congruència de corbes temporals tancades
Al radi crític {\displaystyle r=r_{c}}, el camp vectorial {\displaystyle \partial _{\varphi }} esdevé nul. Per a radis més grans, és semblant al temps. Així, corresponent al nostre eix de simetria tenim una congruència temporal formada per cercles i corresponent a certs observadors. Aquesta congruència, però, només es defineix fora del cilindre {\displaystyle r=r_{c}}
Això no és una congruència geodèsica; més aviat, cada observador d'aquesta família ha de mantenir una acceleració constant per tal de mantenir el seu rumb. Els observadors amb radis més petits han d'accelerar més fort; com a {\displaystyle r\rightarrow r_{c}} la magnitud de l'acceleració divergeix, que és justament el que s'espera, atès que {\displaystyle r=r_{c}} és una corba nul·la.

### Geodèsiques nul·les
Si examinem el con de llum passat d'un esdeveniment sobre l'eix de simetria, trobem la següent imatge:

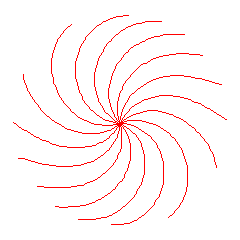
Les geodèsiques nul·les s'espiralen en sentit antihorari cap a un observador sobre l'eix de simetria. Això els mostra des de "dalt".

Recordem que les línies de coordenades verticals del nostre gràfic representen les línies de món de les partícules de pols, però malgrat el seu aspecte recte al nostre gràfic, la congruència formada per aquestes corbes té una vorticitat diferent de zero, de manera que les línies de món en realitat giren l'una al voltant de l'altra. El fet que les geodèsiques nul·les girin en espiral cap a dins de la manera que es mostra anteriorment significa que quan el nostre observador, en mirar radialment cap a fora, veu partícules de pols properes no a les seves ubicacions actuals, sinó a les seves ubicacions anteriors. Això és el que esperaríem si les partícules de pols realment giren les unes al voltant de les altres.
Les geodèsiques nul·les són geomètricament rectes ; a la figura, semblen espirals només perquè les coordenades "roten" per permetre que les partícules de pols semblin estacionàries.

### El futur absolut
Segons Hawking i Ellis (vegeu la monografia citada més avall), tots els raigs de llum emesos per un esdeveniment a l'eix de simetria tornen a convergir en un esdeveniment posterior a l'eix, amb les geodèsiques nul·les formant una cúspide circular (que és una corba nul·la, però no una geodèsica nul·la):
Això implica que en la solució de la pols lambda de Gödel, el futur absolut de cada esdeveniment té un caràcter molt diferent del que ingènuament podríem esperar.

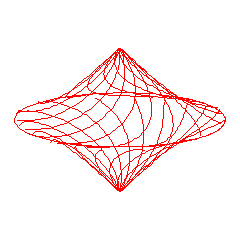
Imatge de Hawking i Ellis de l'expansió i la reconvergència de la llum emesa per un observador sobre l'eix de simetria.

## Interpretació cosmològica
Seguint Gödel, podem interpretar les partícules de pols com a galàxies, de manera que la solució de Gödel esdevé un model cosmològic d'un univers en rotació . A més de rotar, aquest model no presenta expansió de Hubble, per la qual cosa no és un model realista de l'univers en què vivim, però es pot prendre com a il·lustració d'un univers alternatiu, que en principi estaria permès per la relativitat general (si s'admet la legitimitat d'una constant cosmològica negativa). Les solucions menys conegudes de Gödel mostren tant la rotació com l'expansió de Hubble i tenen altres qualitats del seu primer model, però viatjar al passat no és possible. Segons Stephen Hawking, aquests models podrien ser una descripció raonable de l'univers que observem, però les dades observacionals només són compatibles amb una taxa de rotació molt baixa. La qualitat d'aquestes observacions va millorar contínuament fins a la mort de Gödel, i sempre preguntava "L'univers ja gira?" i li deien "No, no ho fa".